# Ганс Клосс (персонаж)
Ганс Клосс (справжнє ім'я Станіслав «Стах» Коліцький (в книгах Мочульський), кодове ім'я J-23, псевдо — Янек) — вигаданий персонаж кіно і літератури, професійний розвідник, агент і диверсант, обер-лейтенант абверу (в деяких фільмах з'являється як поручник, майор або капітан). Клоссу часто доводиться подорожувати по світу, щоб виконувати свої небезпечні завдання. Клосс з'являється у телесеріалі «Ставка більша за життя», збірках оповідань у книжковій формі «Ставка більша за життя» та «Друге народження Клосса», 20-хх коміксах серії «Капітан Клосс», комп'ютерній грі «Клосс», опублікованій LK Avalon в 1992 році, і фільмі «Ганс Клосс. Ставка більша за життя». Найвідомішим екранним втіленням Клосса став польський актор Станіслав Микульський.

## Біографія
Натхненням для створення цього персонажа був, ймовірно, Артур Ріттер-Ястребскі. Стах (під таким скороченим ім'ям він фігурував на початку збірки оповідань «Ставка більша за життя») народився 17 грудня 1920 року в Косьцєжинах, що на Помор'ї. Закінчив чотири семестри навчання у Гданському політехнічному інституті, де вивчав кораблебудування. З початком Другої світової спробував потрапити до партизанських угруповань, чим зацікавив увагу до себе гестапо. Його заарештували і відправили у концтабір під Крулевцем. Коли він втік з французьким комуністом з концтабору вони подалися до Радянського Союзу, (хоч Стах був проти цього), що було єдиним шанс порятунку. По дорозі на Схід вони загубили один одного, а Стаха затримали на кордоні через схожість з полоненим німецьким офіцером Гансом Клоссом. Через цю схожість його відправили в Німеччину як радянського агента. Як обер-лейтенант (поручник), і після просування по службовій драбині вже як гауптман (капітан), Клосс веде, по суті, розвідувально-підривну діяльність проти Третього рейху. У радистських контактах використовує псевдонім J-23 (іноді також названий Янеком). В останні епізоди показує себе як польський офіцер розвідки.

## Зброя
Як повідомляє щомісяця «постріл» на шоу Клосс використовує три типи знарядь місій: в шести епізодах Вальтер Р 38, у чотирьох — Парабелум (хоча в двох епізодах носить пістолет у кобурі з Вальтер P 38), два мають і в одному Вальтер PPK. В інших розділах не використовує зброю. Крім того, у першому епізоді, епізодично Клосс також використовує автомат і гранати, а також гвинтівку Mauser 98K, але він не відображає жодного пострілу.